# Paranerita
Paranerita este un gen de insecte lepidoptere din familia Arctiidae.

## Specii[1]
- Paranerita alboapicalis
- Paranerita androconiata
- Paranerita aurantiipennis
- Paranerita basirubra
- Paranerita bione
- Paranerita bolivica
- Paranerita carminata
- Paranerita coccineothorax
- Paranerita columbiana
- Paranerita complicata
- Paranerita cuneoplagiatus
- Paranerita disjuncta
- Paranerita diversa
- Paranerita fenestrata
- Paranerita flexuosa
- Paranerita garleppi
- Paranerita gaudialis
- Paranerita granatina
- Paranerita grandis
- Paranerita haemabasis
- Paranerita hyalinata
- Paranerita inequalis
- Paranerita irma
- Paranerita irregularis
- Paranerita kennedyi
- Paranerita klagesi
- Paranerita lavendulae
- Paranerita lophosticta
- Paranerita maculata
- Paranerita meridionalis
- Paranerita metapyria
- Paranerita metapyrioides
- Paranerita metaxantha
- Paranerita niobe
- Paranerita occidentalis
- Paranerita orbifer
- Paranerita oroyana
- Paranerita patara
- Paranerita peninsulata
- Paranerita persimilis
- Paranerita peruviana
- Paranerita phaeocrota
- Paranerita plagosa
- Paranerita polyxenoides
- Paranerita polyxenus
- Paranerita postrosea
- Paranerita rosacea
- Paranerita roseola
- Paranerita rubidata
- Paranerita rubrosignata
- Paranerita samonea
- Paranerita sithnides
- Paranerita suffusa
- Paranerita translucida
- Paranerita triangularis
- Paranerita trinitatis